# Savonburg (Kansas)
Savonburg – miasto położone w hrabstwie Allen.